# Thor Gunnar Kofoed
Thor Gunnar Kofoed (født 27. juni 1959 i Ibsker, Bornholm) er landmand og var medlem af Folketinget for Venstre, Bornholms Amtskreds, fra 20. november 2001 til  8. februar 2005. Han er tidligere viceformand i  Landbrug & Fødevarer.[kilde mangler]
Som søn af bonde og minister Niels Anker Kofoed og Rita Kofoed fik han realeksamen fra Nexø Skole 1976. Landbrugsskoler Lundby og Bygholm 1977-82 og studier i Holland 1982-83.
Han bestyrede Knarregård 1984-91, hvorefter han overtog gården med åleopdræt.
Han er medlem af bestyrelsen for De Samvirkende Danske Frøavlerforeninger fra 1991, næstformand 1993-96, formand fra 1996. Medlem af Landbrugsrådet fra 1996, medlem af Brancheudvalget for Frø fra 1995, formand fra 1997. Medlem af COPA's Udvalg for Markfrø fra 1996, formand fra 1997 og medlem af COPA's Udvalg for Bioteknologi fra 1999.
Han var medlem af Nexø Kommunalbestyrelse fra 1994, formand for social- og sundhedsudvalget 1994-98. Medlem af Bornholms Amtsråd fra 1998. Medlem af Bornholms Kommunalbestyrelse fra 2005. Han har nu ganske forladt politik.
Direktør for Biogasols bornholmske bioethanolanlæg siden januar 2008 og med i et projekt med opdræt af ørred i Østersøen.
Er med i ejerkredsen om flyselskabet Wings Of Bornholm.